# Wills Sainte Claire
Wills Sainte Claire (Віллс Сент Клер) — з 1921 року американський виробник автомобілів. Штаб-квартира розташована в місті Мерісвілль, штат Мічиган. У 1926 році компанія припинила виробництво автомобілів.

## Чайльд Гарольд Віллс
Чайльд Гарольд Віллс народився в сім'ї іммігранта-валлійця — Джона Віллса, в 1878 році, його батьки були шанувальниками творчості Байрона, тому назвали молодшого сина на честь героя його твору «Паломництво Чайльд Гарольда», сам Чайльд Гарольд соромився свого імені, і вже будучи дорослим підписувався як C. Harold Wills. Коли хлопчикові було сім років, його сім'я переїхала з Форт-Уейна, штат Індіана, в Детройт, штат Мічиган. Батько хлопчика був механіком-машиністом, освіченою людиною, тому батько навчив свого сина креслити і розуміти схеми механізмів, та й механіці його навчив. Коли хлопцеві було 17 років, його батько прилаштував його у фірму, в якій працював сам, — Detroit Lubricator Company. Хлопець днем працював механіком, а ночами вивчав наукову літературу по металургії, хімії та механіці, тобто займався самоосвітою. Через чотири роки він переходить працювати в компанію Boyer Machine Co, яка виробляла обчислювальну техніку, в 1901 році він став головним інженером цієї фірми.

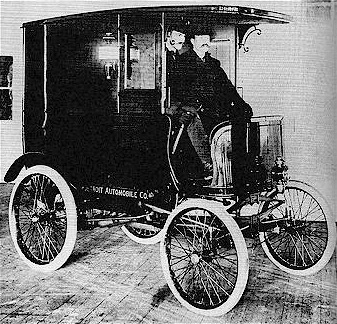
DAC 1901 року

В 1899 році, коли він тільки перейшов працювати в Boyer Machine Co, він знайомиться з якоюсь людиною, який був старший за нього на 15 років, цей чоловік був вихідцем з родини ірландських і бельгійських емігрантів, звали його Генрі Форд. Цей чоловік заснував при допомозі мера Детройта Вільяма Мейбурі і сенатора Томаса Палмера, а також бізнесмена Вільяма Мерфі першу автомобільну компанію в Детройті — Detroit Automobile Company. Оскільки Форд відповідав за технічну сторону проєкту, то він покликав на допомогу обдарованого молодого чоловіка, Гарольд Віллс працював в пів ставки, вранці (до основної роботи) і вже після неї. У січні 1900 року був готовий перший автомобіль цієї фірми, ним став бензиновий розвізний фургон.
Однак виготовивши всього 20 таких автомобілів, фірма втратила близько 2 млн доларів в сучасних грошах, в листопаді 1901 року Форд знаходить інвесторів, які викуповують активи фірми, і Форд перейменовує тепер компанію в Henry Ford Company, одним із спонсорів став той же Вільям Мерфі, до якого приєднався Леонел Боуелл. Ще в жовтні 1901 року, коли не відбулося реорганізації, Форд разом з Віллсом стали працювати над гоночною машиною. Коли Форд реорганізував компанію, то, не дивлячись на те, що Уілсс працював у нього в пів зміни, зробив йому повний оклад, оскільки Віллс був такий же одержимий роботою, як і він сам. Цим двом вистачало склянки молока та кількох бутербродів, щоб не відволікатися від своїх робіт. Віллс був першокласним креслярем, і вже на стадії креслень міг передбачити неточність і виправити проблему, до того ж, як потім згадував сам Генрі Форд, молодий чоловік мав талант переконувати. Сам Форд мав природжену інтуїцію щодо того, якою має бути конструкція автомобіля і за яку продукцію покупці проголосували б своїм гаманцем.
Працюючи над гоночними машинами (в цьому проєкті їм прийшов на допомогу і відомий велосипедист Том Купер), які повинні були отримати чергову перемогу над гоночною машиною Олександра Уінтона, знову відбувається зміна влади, у серпні 1902 року Генрі Ліленд викуповує фірму Henry Ford Company і перейменовує її в Cadillac, на честь засновника Детройта — Антуана Ломе де Ла Мот-Кадіяка.

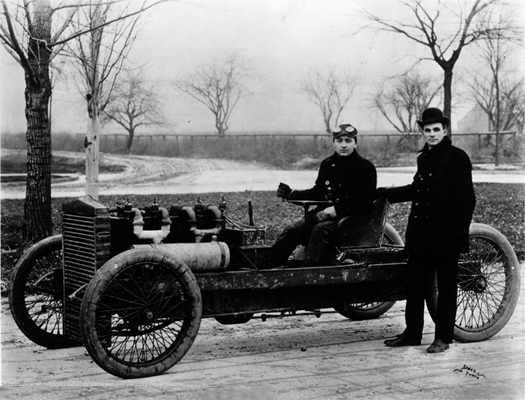
Ford 999

Машину будували ночами в неопалюваному приміщенні фабрики, ранньою весною ще було холодно, і коли онімілі руки не могли тримати олівець чи гайковий ключ, Форд з Віллсом брали боксерські рукавички і били один одного по руках, поки кровообіг в руках не відновлювався. Проте в серпні була готова перша гоночна машина, яка не мала підвіски і кузова, вона була пофарбована в червоний колір, Форд назвав машину Ford 999 в честь локомотива Empire State Express No. 999, який поставив в 1893 році рекорд швидкості для наземного транспорту, розвинувши швидкість в 181 км/год. Машина була оснащена 4-циліндровим 18.8 л мотором, розрахункова потужність якого лежала в районі 100 сил. У жовтні 1902 року Олдфілд за кермом 999 в черговий раз перемагає Уінтона. А незабаром був готовий і другий гоночний автомобіль, який був пофарбований у жовтий колір, його назвали Ford Arrow (Стріла).

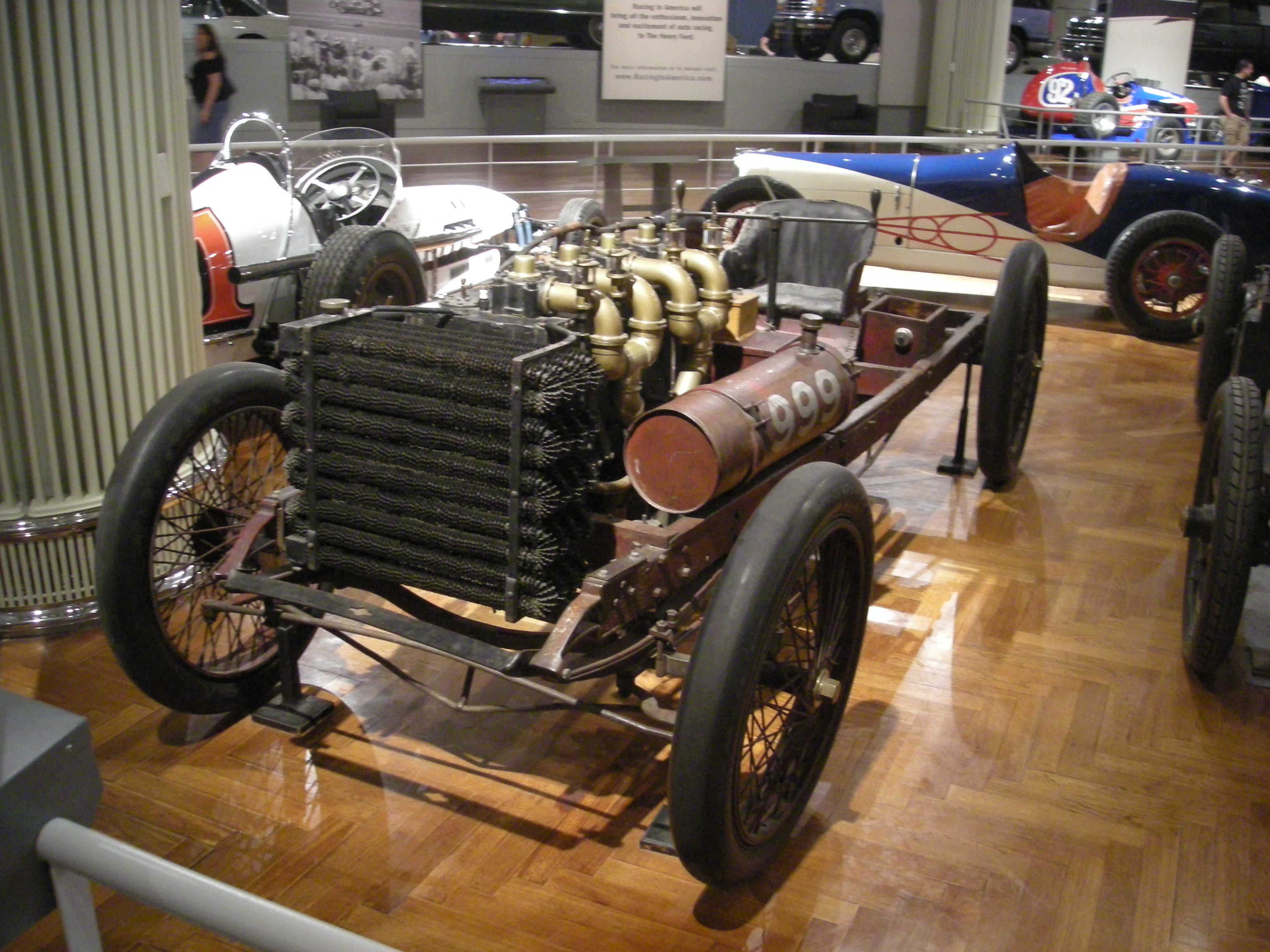
Ford 999, він же Ford Red Devil, він же колишній Ford Arrow

Чергова перемога спонукала чергового інвестора створити нову автомобільну компанію, ним став Олександр Малкомсон, який був великим продавцем вугілля в Детройті, таким чином утворюється фірма Ford & Malcomson, Ltd, яка в свою чергу в червні 1903 року перейменується в Ford Motor Company. У вересні 1903 року Френк Дей брав участь у змаганнях на жовтому автомобілі, потрапивши в аварію, гонщик розбився на смерть, а машина була сильно пошкоджена, до того часу знищена була і червона машина, тому Форд викуповує розбиту машину, відновлює її і перефарбовує в червоний колір, також перейменувавши її в 999. Тому та машина, що сьогодні існує, на початку була «Стрілою», а сам Форд, особисто сидячи за кермом, поставив в січні 1904 року рекорд швидкості для зимового періоду, розвинувши 147 км/год, але через місяць рекорд був побитий.
У червні 1903 року Ford & Malcomson, Ltd була реорганізована в Ford Motor Company, паї фірми були розподілені тепер між Генрі Фордом, Алексом Малкомсоном, Джоном і Горацієм Доджами, Джоном Греєм, Джеймсом Кузенсом, Джоном Андерсоном і Горацієм Рекхемом, не один Форд стояв у витоків відомої компанії. Головним конструктором нової фірми стає Гарольд Віллс, Віллс був досить бідною людиною, і Генрі Форд віддає йому 10 % своїх акцій, щоб Віллс міг нарощувати свій особистий капітал. Сам Віллс, якому дали право набирати персонал, як конструктора наймає Пітера Мартіна. Пітер Мартін був саме тією людиною, яка набагато пізніше як віце-президент компанії, в 1929 році підписував договір про співпрацю фірми Ford MoCo з СРСР в галузі автомобілебудування (так народився ГАЗ), сама американська фірма вже співпрацювала з радянською владою, починаючи з 1924 року, виробляючи в СРСР трактори Фордзон-Путиловець.

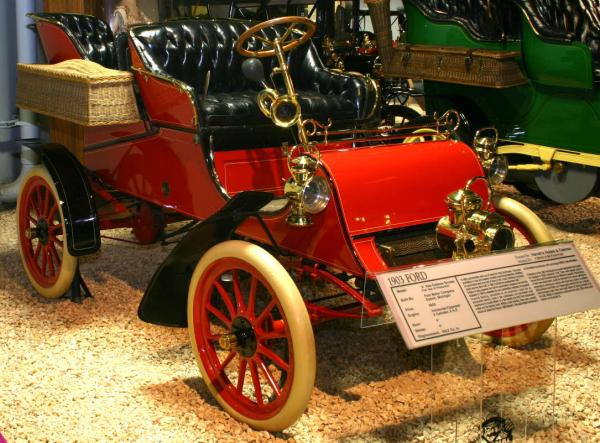
Ford Model A

Тим часом в 1903 році у виробництво запускається модель Ford A, участь у розробці якої також брав Віллс, коли вони з Фордом працювали ще в Henry Ford Company, найцікавіше, що практично ідентичну машину стала випускати і фірма Cadillac, конструкція автомобілів була однією і тією ж, за винятком двигунів, якщо «Форд» мав 2-циліндровий двигун, то «Кадиллак» задовольнився одноциліндровою тягою.

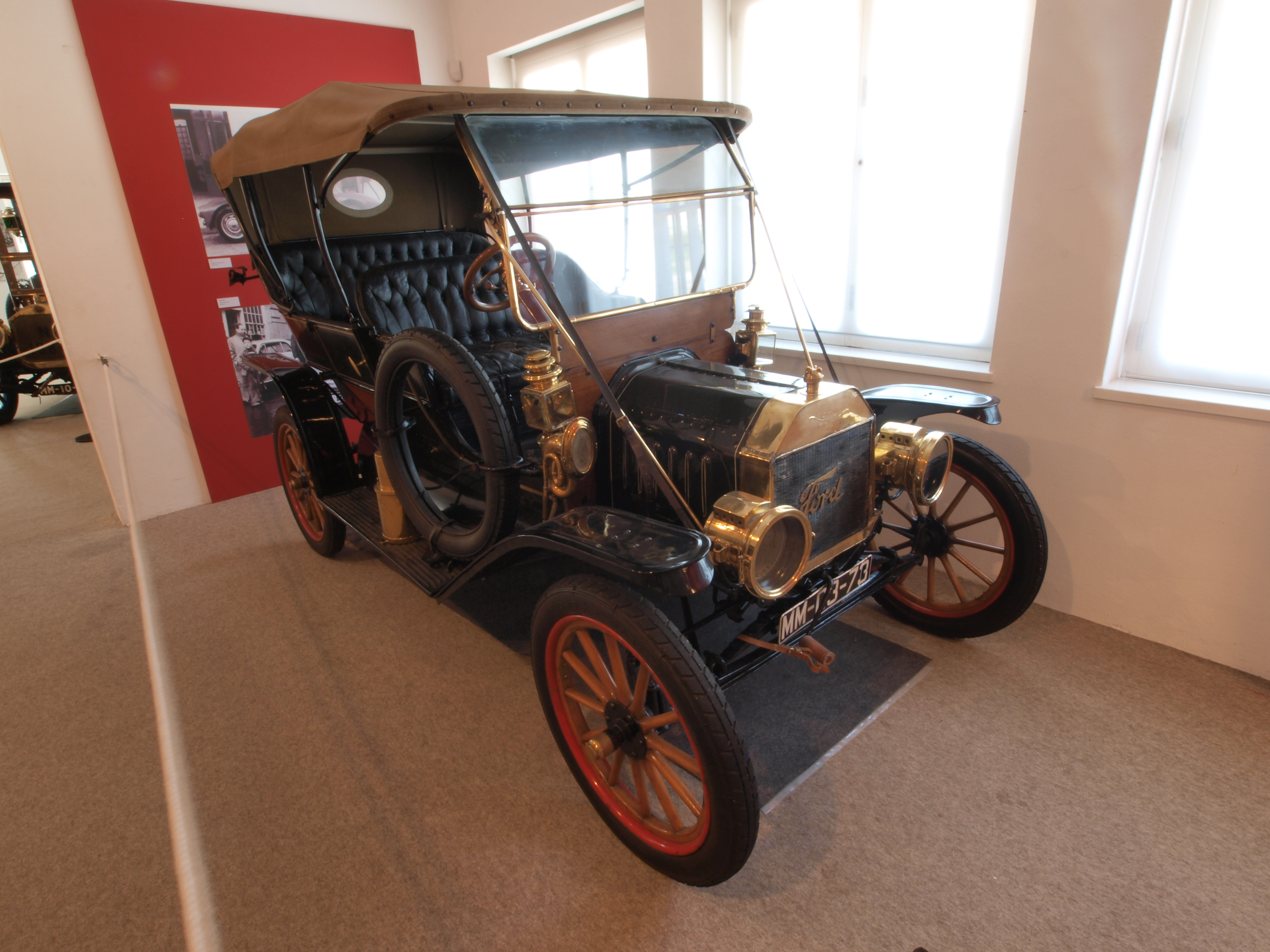
Ford T Touring 1909 року

В юнацтві Віллс почав вивчати металургію з хімією, в 1907 році він умовляє Форда почати використовувати ванадієву сталь в конструкції автомобілів, первістком стає Ford Model N, тим часом вже йшла робота над новим проєктом, машиною, якій судилося поставити світ на колеса, — Ford T. Віллс відповідав за конструкцію планетарної коробки передач і знімного блоку циліндрів, допомагав йому в цьому Джозеф Галамб, який прибув до США з Угорщини, і вже мав досвід в автомобілебудуванні, працюючи в деяких німецьких фірмах. Пізніше Галамб буде брати участь у розробці трактора Fordson, і потім на початку 30-х у розробці відомого мотора типу V8.
У 1911 році Генрі Форд відбуває в тур по Європі, майже рік він був відсутній, в цей час Віллс розробляє нову модель, яка повинна прийти на зміну «бляшанці Ліззі», він будує прототип нової машини, яка була елегантнішою, довшою і нижчою Ford T. Тут Віллс робить фатальну помилку, без схвалення, і взагалі без інформування Генрі Форда, він замовляє обладнання для виробництва цієї машини. Генрі Форд повертається додому, і коли дізнається про це, в люті знищує прототип і скасовує всі замовлення, зроблені Віллсом. Однак Віллс залишається в компанії, і навіть Форд починає використовувати на своїх машинах логотип, намальований Віллсом, який в юнацтві крім креслень захоплювався і каліграфією. І сьогодні пропис Ford в трохи зміненому вигляді красується в блакитному овалі, який з'явився в 1928 році, до цього овал просто оперізував слово Ford.
Не дивлячись на те, що потихеньку між компаньйонами почалося тертя, Форд добре оплачував інновації, які впроваджували його співробітники, проте до травня 1919 року тертя між колишніми друзями, яких раніше вважали «не розлий вода», досягло апофеозу, історики вважають, що не в останню чергу завдяки людині, яка і впровадила у «фордівське» виробництво стрічковий конвеєр, що був запатентований в 1906 році у Швеції, цією людиною був виходець із Данії — Чарльз Еміль Соренсен, який терпіти не міг валлійця, і робив все, щоб відносини між босом і Віллсом зайшли в глухий кут. Соренсен — це до всього іншого саме та людина, яка стала ініціатором покупки фірми Lincoln в 1922 році, заснував яку Генрі Ліленд, що колись купив Henry Ford Company.
Віллс, отримавши 1.5 млн доларів за свої акції фірми Ford (машина коштувала 500 доларів) і ще 4 млн доларів, продавши свої активи сталеливарних підприємств (в які він вкладав гроші) вирішує заснувати власну автомобільну справу. До його проєктів приєднався Джон Р. Лі, що подав на наступний же день у відставку, після того як Віллс покинув компанію. Він працював експертом з трудових відносин в компанії Форда.

## Заснування компанії. Початок виробництва автомобілів
Разом вони купують 4400 акрів землі в Мерісвіллі, недалеко від мальовничого озера Сент-Клер, щоб побудувати автомобільний завод для його фірми, яку він вирішив назвати Wills Sainte Claire. І знову він занурюється в роботу з головою, іноді дозволяючи собі відпочити, рибалячи на березі однойменної річки, що впадала в озеро. У 1921 році завод був готовий, а разом з ним і проєкт першого автомобіля фірми. Цей автомобіль був побудований за передовими світовими стандартами, як агрегат був мотор V8, розвал якого становив 60 градусів, розподілвали перебували вгорі кожної головки, мотор, об'ємом всього 4.3 л, видавав 65 к.с., що було дуже непоганим показником для післявоєнної машини, конструкцію мотора інспірували двигуни Марка Біркігта, головного інженера фірми Hispano-Suiza. Ще однією інновацією була термомуфта охолодження, яка включалася від термостата, і відключалася, якщо машина рухалася більше 65 км/год, оскільки не потребувала додаткового охолодження, вистачало і набігаючого потоку повітря. Ще одним моментом інновації було використання алюмінієвих шатунів в моторі, оскільки Віллс був фанатом всяких інноваційних сплавів. Машину назвали Wills Sainte Claire A68 і спочатку пропонували тільки з кузовом турер, автором якого був Емос Нортуп, відомий американський дизайнер.

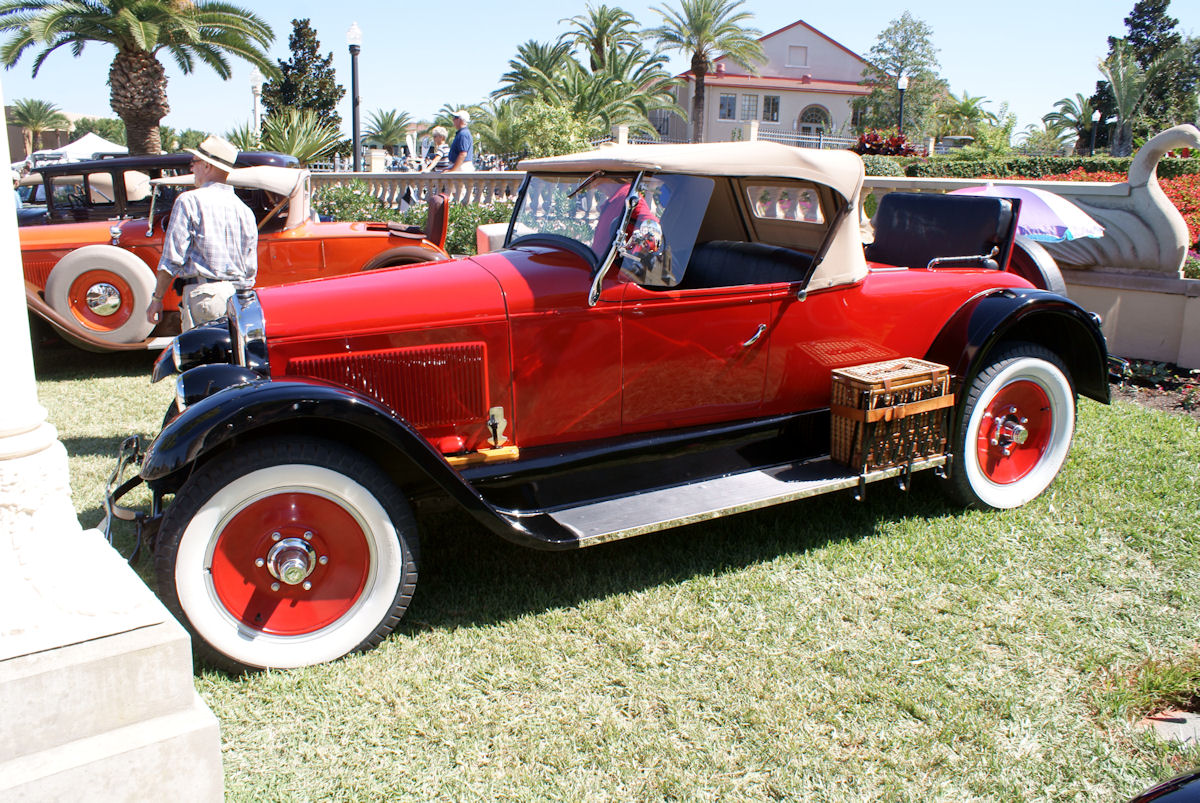
Wills Sainte Claire A68 Roadster

Але головним у машині було її шасі — воно було виготовлене з молібденової сталі, вперше у світовій практиці. Сталося так, що наприкінці війни в горі Барлетт були знайдені поклади молібденіту, швидко була заснована фірма Climax Molybdenum Co, проте незабаром війна закінчилася, і ринок молібдену звалився, щоб якось вижити, Брайнерт Філіпсон, який не знаходить збуту своєї продукції, продає за безцінь шахту з усіма її незліченними запасами цього металу. Віллс був завзятим металургом, він почав експерименти над сплавами, і в підсумку машина мала не тільки шасі з металу, що містив молібден, але і колінчастий вал, шатуни, розподілвал, редуктор диференціала, кардан, вал пропелера охолодження, ресори, передню вісь, кермові тяги і колеса. Автомобіль рекламується як «The All Mo-lyb-den-um Car». У 1922 році вибір кузовів виріс до родстера, купе, седана, лімузина і таун-кара.

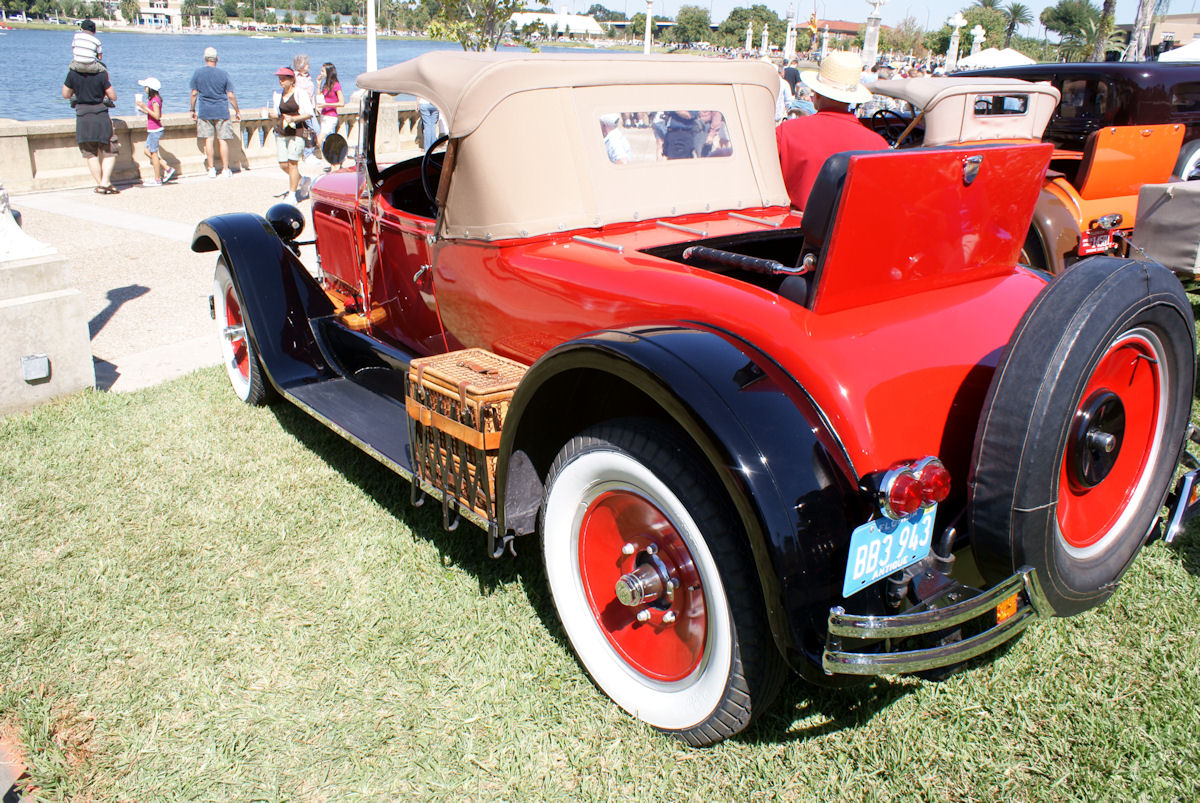
Wills Sainte Claire A68 Roadster

Як логотип для своїх автомобілів Ч. Гарольд Віллс вибрав мічиганського гусака, який летить над озером, дотепники відразу стали говорити, що Віллс не тільки підглянув конструкцію мотора у Біркігта, а й поцупив у нього емблему, хоча на Hispano-Suiza був зображений лелека (талісман ескадрильї Лафайет, яка літала на спад з «Іспано-Сюїза»), а не гусак, проте за машинами цієї серії закріпилася назва Gray Goose, тобто «Сірий Гусак».

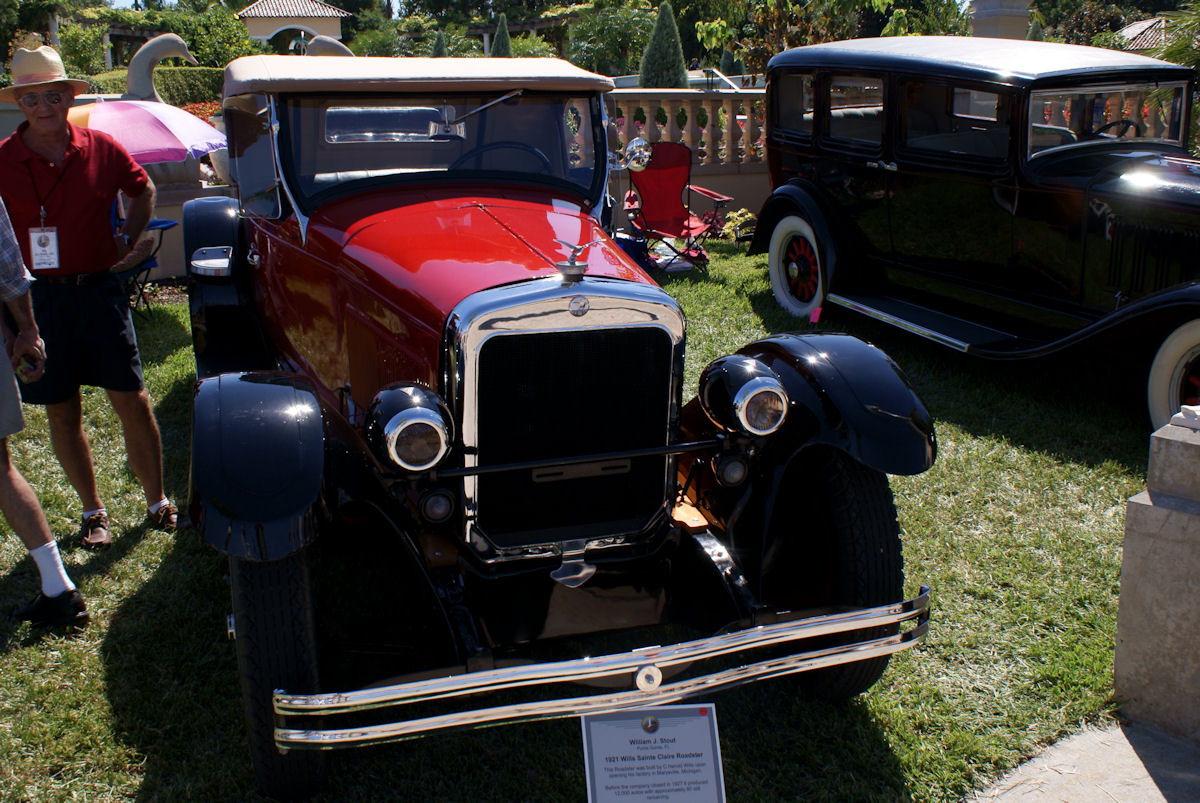
Wills Sainte Claire A68 Roadster

Але, не дивлячись на те, що автомобілі цієї компанії були дуже надійними і в той же час інноваційними, ціна на них була дуже великою, а в повоєнний час продати дорогу машину було важко, в результаті, передчуваючи банкрутство підприємства, фірму стали залишати провідні фахівці, проте в 1923 році, потопаючи в кредитах, фірму рятує група банкірів з Бостона. Фірму перейменовують в Wills Sainte Claire Incorporated, нові вливання дозволяють розширити модельний ряд, запустивши в серію модель із збільшеною на 15 см базою — B68, з цього ж моменту машини стали оснащуватися гідравлічними гальмами всіх коліс.
У 1924 році Емос Нортуп залишає фірму, в якій він вперше себе спробував як дизайнер, і переходить працювати в кузовну компанію Murphy. До 1925 року у виробництві залишається тільки довгобаза версія автомобіля, який отримує індекс С68, а через рік — D68. Однак машини залишалися дорогими, тоді Віллс йде по шляху спрощення своїх машин, в добавок до моделі з V8 під капотом анонсується і машина з рядною шісткою, з об'ємом в 4.5 л, вона також мала верхнє розташування розподілвала, мотор видавав 66 к.с., що, як і колишній моделі, дозволяло розвивати швидкість в 120 км/год.
Тільки в 1925 році, через 4 роки, після того, як Віллс став використовувати в своїх машинах молібденові сплави, гірничовидобувне бюро США стало вважати застосування молібдену в сталі за металевий сплав. Більше того, тоді ж асоціація автомобільних інженерів офіційно визнали молібденову сталь за стандартну, і з цього моменту починається загальне використання цих сплавів в автомобілебудуванні, що дозволило Віллсу підняти обсяги видобутку цього мінералу у своїй шахті.
У 1926 році з'являється покращена 6-циліндрова модель, яка, до того ж, стає єдиною у виробничій гамі — Т6. Кузови для цих автомобілів проєктувала інша майбутня легенда автодизайну — Гордон Б'юріг, який працював тоді у фірмі Gotfredson, яка і поставляла ці кузови. Т6 — перша в світі машина, яку оснастили ліхтарями заднього ходу. Саме на цій машині в 1926 році встановлюється новий рекорд з перетинання США з Нью-Йорка в Сан-Франциско, у Міллера йде 83 години і 12 хвилин на подолання цього маршруту, проте автомобілі цієї марки були занадто складними і дорогими в ремонті, складність полягала в інноваційній конструкції моторів, адже в США на той момент практично не було механіків, які розбиралися в сучасних моторах, тому 99 % продукції, що виробляли автомобільні фірми США мали нижні розподілвали.

## Припинення виробництва автомобілів. Закриття компанії
У листопаді 1926 року, коли за 5 років виробництва було випущено близько 12 000 автомобілів, Віллс повинен був змиритися з тим, що покупців на його авто немає, фірма була оголошена банкрутом.
Після цього Віллса покликали брати участь у проєкті над передньопривідним автомобілем марки Ruxton, після провалу цього проєкту його запросили працювати у фірму Chrysler як консультанта-металургіста, а в 1933 році Chrysler викупив і завод, що колись належав Віллсу. Ford T, в розробці якого брав колись участь Віллс, пережила майже на два роки фірму Віллса, протримавшись на конвеєрі до жовтня 1928 року, або більше 20 років, оскільки перша машина була готова у серпні 1908 року. Перший масовий V8 теж з'явився тільки в 1932 році, тобто Віллс обігнав час більше, ніж на 10 років. Сам цей чоловік, який залишив помітний слід в історії автомобіля, помер в 1940 році в госпіталі імені Генрі Форда.

## Список автомобілів Wills Sainte Claire
- 1921 — Wills Sainte Claire A68
- 1923 — Wills Sainte Claire B68
- 1925 — Wills Sainte Claire C68
- 1926 — Wills Sainte Claire D68
  - Wills Sainte Claire T6